# 凯·雷德菲尔德·贾米森
凯·雷德菲尔德·贾米森（英語：Kay Redfield Jamison，1946年6月22日—）是一位美国临床心理学家和科普作家，主攻方向为躁鬱症，现为約翰·霍普金斯大學醫學院教授，主要科普作品有《疯狂天才：躁狂抑郁症与艺术气质》（Touched with Fire: Manic-Depressive Illness and the Artistic Temperament，也译为《天才向左，疯子向右》）、《躁郁之心：我与躁郁症共处的30年》（An Unquiet Mind: A Memoir of Moods and Madness）等。